# Девятова, Ирина Вячеславовна
Ири́на Вячесла́вовна Девя́това (род. 26 декабря 1988 года, Челябинск, РСФСР, СССР) — российская пловчиха-паралимпийка. Призёр чемпионата мира, мастер спорта России по плаванию среди спортсменов с поражением опорно-двигательного аппарата.

## Награды
- Мастер спорта России (2014)[1]